# Pavlovci (Brestovac)
Pavlovci is een plaats in de gemeente Brestovac in de Kroatische provincie Požega-Slavonië. De plaats telt 207 inwoners (2001).